# Cantonul Moncontour (Côtes-d'Armor)
Cantonul Moncontour (Côtes-d'Armor) este un canton din arondismentul Saint-Brieuc, departamentul Côtes-d'Armor, regiunea Bretania, Franța.

## Comune
- Bréhand
- Hénon
- Moncontour (reședință)
- Penguily
- Quessoy
- Saint-Carreuc
- Saint-Glen
- Saint-Trimoël
- Trébry
- Trédaniel